# Trichosteleum le-ratii
Trichosteleum le-ratii är en bladmossart som beskrevs av Brotherus och Jean Édouard Gabriel Narcisse Paris 1906. Trichosteleum le-ratii ingår i släktet Trichosteleum och familjen Sematophyllaceae. Inga underarter finns listade i Catalogue of Life.